# Qarsau Island
Qarsau Island – niezamieszkana wyspa w Zatoce Frobishera, w Archipelagu Arktycznym, w regionie Qikiqtaaluk, na terytorium Nunavut, w Kanadzie. W pobliżu Qarsau Island położone są wyspy: Aubrey Island, Beveridge Island, Bishop Island, Cairn Island, Coffin Island, Crimmins Island, Emerick Island, Faris Island, Hill Island, Jenvey Island, Kudlago Island, Long Island, Mair Island, McLaren Island, Monument Island, Ptarmigan Island, Sale Island, Sybil Island i Thompson Island.